# Kurety
Kurety románul: Churechiu, falu Romániában, Erdélyben, Hunyad megyében.

## Fekvése
Brádtól délkeletre fekvő település.

## Története

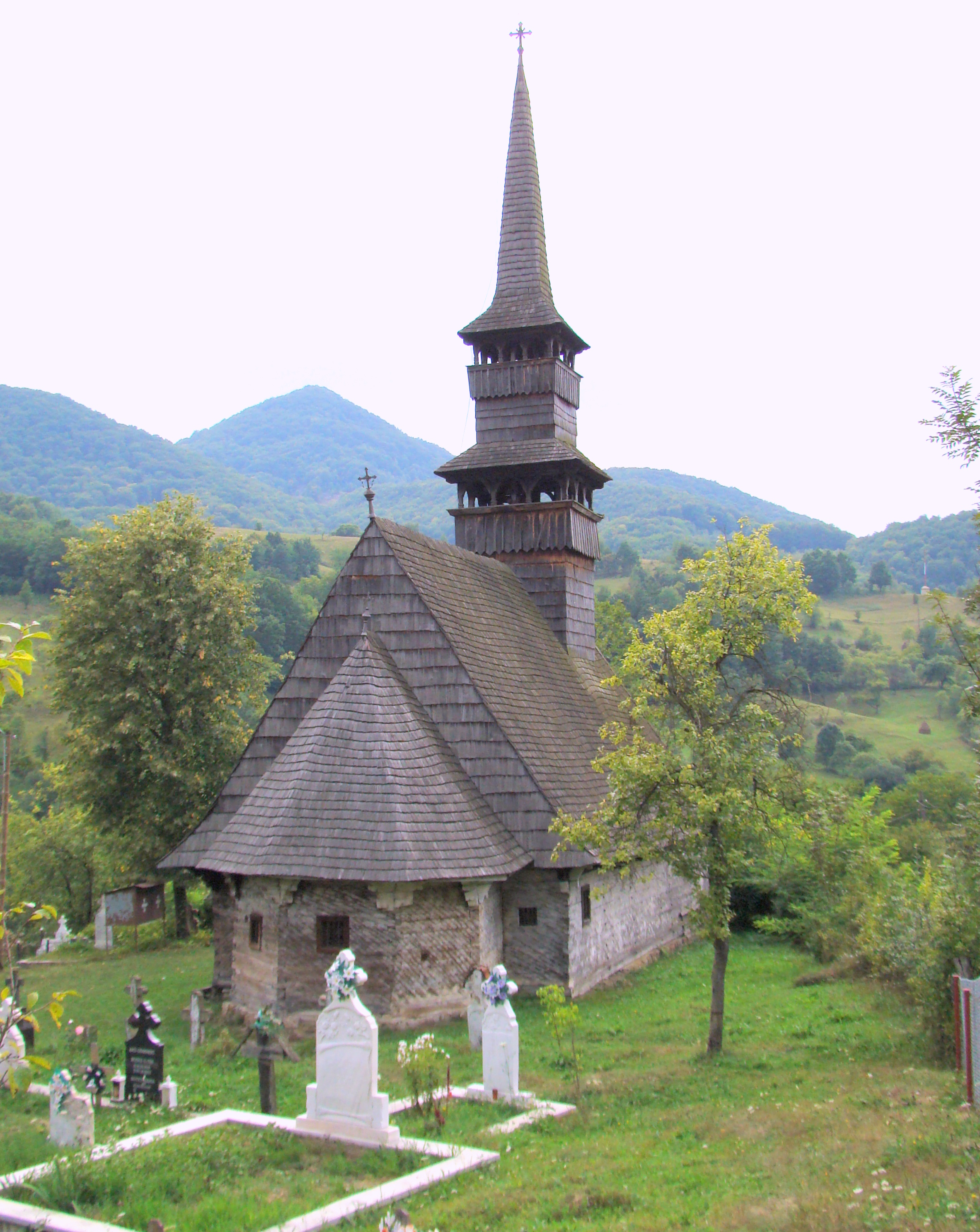

Kurety, Káposztásfalva egykor Zaránd vármegyéhez tartozott. Nevét 1441-ben, említette először oklevél majd 1445-ben is Kapozthasfalwa ~  Kapozthafalwa néven.
1525-ben Kapozthasfalwa Világos várhoz tartozott.A későbbiekben nevét többféleképpen is írták, így 1733-ban Kureck, 1750-ben Kurij, 1760–1762 között2: Kurety, 1808-ban Kuréty, 1854-ben Káposztafalva (Kurety), Curechi, 1888-ban és 1913-ban Kurety formában tűnt fel az írásos forrásokban.
A trianoni békeszerződés előtt Hunyad vármegye Brádi járásához tartozott.
1910-ben 941 lakosából 937 román volt, ebből 931 görögkeleti ortodox volt.

## Nevezetesség
- Ortodox fatemplom[1]